# Tempio solare

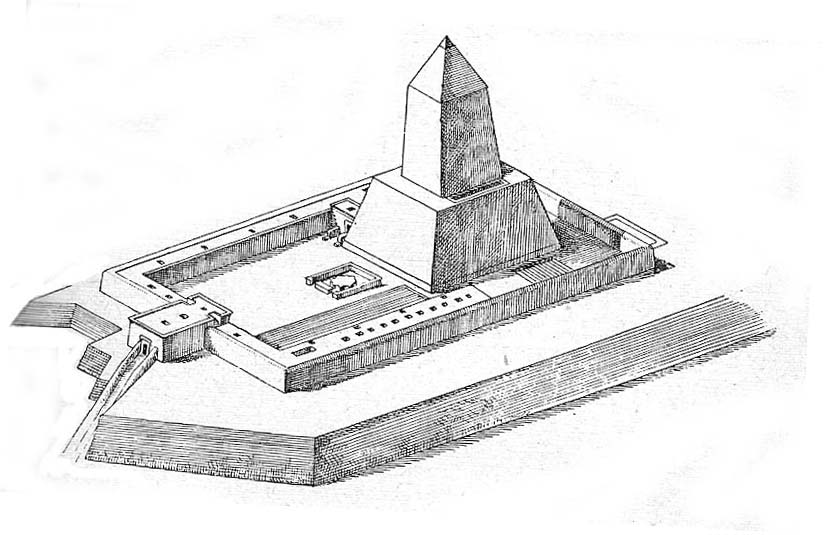
Ricostruzione del tempio solare di Niuserra ad Abusir

Il tempio solare è una particolare struttura dell'architettura sacra egizia dedicata al dio del sole, Ra. Tale termine viene oggi impiegato soprattutto per designare i templi realizzati da sei faraoni della V dinastia egizia (circa 2500–2350 a.C.) durante l'Antico Regno, ad esempio Userkaf e Niuserra. Successivamente, la tipologia di tempio subirà una rinascita circa un millennio dopo, con il sovrano Akhenaton (circa 1353–1336 a.C.) nel Nuovo Regno.

## Caratteristiche architettoniche e progettuali
I canoni classici degli edifici di culto divino prevedevano una costruzione detta "a cannocchiale", in cui atri e corridoi, progressivamente più bui, conducevano al sacrario monolitico del naos (cella), completamente avvolto nell'oscurità. In contrasto, il tempio solare nasceva da un ingresso in penombra che, attraversando passaggi articolati immersi nel buio, conduceva a un cortile sacro inondato dalla luce solare. Elemento caratteristico era l'obelisco, posto al centro del cortile, davanti al quale sorgeva un altare destinato alle offerte.
Analogamente ai templi funerari tipici dell'Antico Regno, il tempio solare presentava una struttura complessa, composta da un tempio a valle costruito sulla riva del Nilo, collegato al tempio principale mediante una via cerimoniale (spesso coperta) che terminava in un portico. Tale via processionale, in seguito, avrebbe influenzato lo sviluppo del tipico pilone caratterizzante i templi del Nuovo Regno.

## Origini, sviluppo e funzioni
I templi solari, oltre a essere luoghi di culto, non avevano la funzione di sepoltura. Dedicati a Ra e al culto del sole al tramonto (vista la loro ubicazione ad ovest), essi riflettevano un'evoluzione sia architettonica che religiosa. Il dibattito tra gli studiosi verte infatti su quale fosse esattamente la funzione di questi templi, poiché sembrano avere svolto un ruolo superiore rispetto a quello meramente funerario, a differenza delle piramidi. Essi facevano parte integrante del culto della regalità: era infatti essenziale per ogni faraone disporre di un tempio personale in pietra, completamente separato dal complesso funerario. Secondo il docente Massimiliano Nuzzolo, durante le V e VI dinastie "il faraone appare ad acquisire un nuovo significato socio-religioso come 're-solare' e 'dio solare'". Questo concetto è corroborato dal fatto che i templi solari rappresentano le prime testimonianze di monarchi egizi che erigevano grandi strutture in pietra interamente separate dai complessi piramidali funerari .

## Distribuzione e tipologie
I templi solari della V dinastia furono realizzati in due aree principali, quelle di Abu Gorab e Abusir, a breve distanza l'una dall'altra e situate a circa 15 km a sud dell'attuale Cairo. È ipotizzabile che questi templi siano stati modellati su un precedente esempio situato a Heliopoli.
Si ritiene che siano stati edificati sei o sette templi, sebbene ad oggi siano stati portati alla luce solo quelli di Userkaf e Niuserra. I faraoni tradizionalmente associati alla costruzione di tali templi sono:
- Userkaf – costruttore del primo tempio solare, denominato Nekhenre ("Fortezza di Re"), situato ad Abu Gorab;
- Sahure – Sekhetre ("Il campo di Re");
- Neferirkare Kakai – Setibre ("Il luogo prediletto di Re");
- Neferefre (o Reneferef) – Hetepre ("Il luogo delle offerte di Re");
- (Congettura) Shepseskare – Hotepibre ("Il cuore di Re soddisfatto");
- Niuserra – Shesepibre ("La gioia del cuore di Re");
- Menkauhor Kaiu – Akhetre ("L'orizzonte di Re").[2][4]

### Il tempio solare di Niuserra ad Abu Gurob
Secondo Nicolas Grimal, Niuserra regnò per circa venticinque anni ed era forse figlio di Neferirkara Kakai. Egli riutilizzò gli edifici incompiuti realizzati da Neferirkare ad Abusir per il suo "tempio di accoglienza al sarcofago". Il tempio solare che Niuserra fece costruire ad Abu Gurob è l'unico interamente in pietra giunto a noi quasi intatto e, per la sua architettura e i rilievi, rappresenta un modello del tempio solare di Heliopoli, oggi scomparso a causa del crescente gigantismo della moderna città del Cairo. Grimal sottolinea inoltre che durante il suo regno il culto solare raggiunse il suo apice, sebbene il successore, Menkauhor Kaiu, non venisse seppellito ad Abusir, pur compiendo regolari spedizioni nelle miniere del Sinai.

## Templi solari sotto Akhenaton (eresia amarniana)
Con l'avvento del Nuovo Regno e la rivoluzione religiosa amarniana, il culto solare conobbe una nuova fase di rinnovato interesse sotto il regno di Akhenaton (circa 1353–1336 a.C.). In questo periodo, segnato dall'eresia amarniana, il sovrano promosse il culto di Aton, il disco solare, riorganizzando radicalmente il panorama religioso dell'Antico Egitto. I templi solari di quest'epoca, pur mantenendo alcuni elementi tradizionali, si distinguero per spazi più aperti e orientati a valorizzare l'illuminazione naturale, simbolo della luce rivelatrice di Aton. Un esempio significativo è rappresentato dal complesso cerimoniale di Amarna, dove Akhenaton integrò il tempio ad Aton in un insieme architettonico che fungeva da centro nevralgico del culto solare e della nuova visione teologica.

## Struttura
I templi solari erano edificati sulla riva occidentale del Nilo e, analogamente alle piramidi, disponevano di un unico ingresso e di un'unica uscita. Ogni tempio era articolato in tre sezioni principali:
1. Un piccolo tempio a valle, situato vicino a un canale o a un'area coltivata, sulle cui mura potevano essere iscritti decreti riguardanti l'approvvigionamento in offerte.
2. Una breve via cerimoniale (o rampa processionale) che collegava il tempio a valle al complesso principale. Nel tempio solare di Niuserra, il corridoio in salita che percorreva lo zoccolo del benben presentava rilievi particolarmente originali, detti «delle stagioni», ripresi in parte in opere successive.[5]
3. Il tempio solare vero e proprio, posto su un altopiano desertico, che comprendeva una corte a cielo aperto. Al centro di essa si trovava un altare posto di fronte all'immagine del benben, la pietra ritta che nella teologia di Heliopoli rappresentava l'incarnazione del Sole creatore, solitamente raffigurato con un obelisco tronco posato su un largo podio. Nel tempio di Sahure gli altari in alabastro – tagliati in un unico blocco e rivolti verso i punti cardinali – evidenziavano ulteriormente la cura dell'orientamento simbolico.[5]

## Rilievi, decorazioni e cerimonie
Nei rilievi parietali dei templi solari si riscontrano scene rituali e celebrazioni, tra cui momenti della festa Sed. Particolare attenzione è riservata alla processione dei nomoi personificati, che portavano al sovrano i prodotti del paese, elemento iconografico riscontrabile anche nel tempio di Unas e nei successivi templi di epoca tarda. Tali decorazioni non solo celebravano la creazione e il nutrimento fornito dal Sole, ma costituivano un inno alla regalità e al potere solare, come testimoniato anche dai rilievi del corridoio processionale nel tempio di Niuserra.

## Scoperta e studi
Il significato e l'evoluzione dei templi solari sono profondamente radicati nella storia architettonica e religiosa dell'Antico Regno, in particolare durante la V (e in parte la VI) dinastia. La riscoperta dei templi solari ebbe inizio alla fine del XIX secolo, con il primo rinvenimento attribuito al tempio di Niuserra, seguito da quello di Userkaf. Tuttavia, lo studio approfondito di questo tipo architettonico non prese veramente slancio fino agli anni '50 del secolo scorso.

## Funzione
Il dibattito tra gli studiosi verte sulla funzione esatta dei templi solari. Oltre a non essere destinati a fini funerari, essi costituivano il fulcro del culto della regalità, in quanto ogni faraone era tenuto ad avere un proprio tempio personale in pietra, separato dal complesso funerario piramidale. Questa caratteristica li rende le prime testimonianze di monarchi egizi che, durante la V e la VI dinastia, acquisirono un nuovo significato socio-religioso, identificandosi come "re-solari" e "dei solari".